# 吉井郵便局
吉井郵便局（よしいゆうびんきょく）は福岡県うきは市にある郵便局。民営化前の分類では集配普通郵便局であった（現在は集配機能を廃止）。

## 概要
住所：〒839-1321 福岡県うきは市吉井町1236-3
民営化直前の集配業務再編において、多くの集配普通郵便局は統括センターとなったが、当局は配達センターとされたため、民営化後も郵便事業株式会社の支店は併設されず、集配センターが併設された。

## 沿革
- 1873年（明治6年）9月15日 - 吉井郵便取扱所として開設[1]。
- 1875年（明治8年）1月1日 - 吉井郵便局（五等）となる。
- 1879年（明治12年） - 為替取扱を開始。
- 1882年（明治15年） - 貯金取扱を開始。
- 1892年（明治25年）1月16日 - 吉井郵便電信局となる。
- 1903年（明治36年）4月1日 - 通信官署官制の施行に伴い吉井郵便局となる。
- 1960年（昭和35年）9月1日 - 江南簡易郵便局および福富簡易郵便局の廃止に伴い、取扱事務を承継[2]。
- 1962年（昭和37年）11月18日 - 電話通話・交換、和文電報受付・配達、国内欧文電報受付・配達、国際電報受付・配達の各業務を、吉井電報電話局に移管。
- 1963年（昭和38年）5月16日 - 特定郵便局から普通郵便局に局種別改定。
- 2000年（平成12年）8月14日 - 外国通貨の両替および旅行小切手の売買に関する業務取扱を開始。
- 2007年（平成19年）10月1日 - 民営化に伴い、併設された郵便事業久留米東支店吉井集配センターに一部業務を移管。
- 2012年（平成24年）10月1日 - 日本郵便株式会社発足に伴い、郵便事業久留米東支店吉井集配センターを吉井郵便局に統合。
- 2016年（平成28年）2月22日 - 集配業務を浮羽郵便局[3]に移管し、無集配局となる。

## 取扱内容
- 郵便、印紙、ゆうパック、内容証明
- 貯金、為替、振替、振込、国際送金、国債、投資信託
- 生命保険、バイク自賠責保険、自動車保険
- ゆうちょ銀行ATM

## 周辺
- うきは市役所
- うきは警察署
- うきは市立吉井歴史民俗資料館
- 巨瀬川

## アクセス
- JR久大本線 筑後吉井駅から北東へ約800m（徒歩約9分）
- 大分自動車道 杷木ICから南西へ約6km、朝倉ICから南東へ約7km
- 国道210号沿い
- 駐車場あり：8台